# Sonatine voor piano (Aho)
Kalevi Aho voltooide zijn enige Sonatine voor piano in 1993. 
Aho schreef in 1980 al eens een Pianosonate (ook zijn enige in het genre) en kwam in 1993 met deze korte sonatine van circa zes minuten. Het houdt het midden tussen een kortdurende pianosonate en een etude, geschreven voor kinderen. Het is namelijk geschreven op het verzoek van de pianoleraar Hillevi Syrjälä in Helsinki. Aho kwam met een stukje dat de klassieke opbouw heeft van de sonate snel-langzaam-snel ofwel een Toccata in presto– Andante – Prestissimo. Het eerste en derde deeltje zijn geschreven voor de (te bewijzen) virtuositeit; deel 2 voor de polyfonie. De premi|re van dit werkje vond plaats in Forssa op 15 januari 1995; Forssa is de geboorteplaats van de componist.
Aho bewerkte deze sonatine in 1997 om haar geschikt te maken voor een uitvoering met twee piano’s voor een pianoconcours in Espoo. Pianiste Sonja Fräki nam het in januari 2013 op voor het platenlabel Bis Records (met allerlei andere pianowerken van Aho).